# HD 138289
HD 138289，又名CP-77 1134，SAO 257303、HR 5757，是一颗恒星，视星等为6.18，位于銀經311.39，銀緯-17.9，其B1900.0坐标为赤經15h 26m 0.9s，赤緯-77° -17.9′ 50″。